# John M. Stahl
John Malcolm Stahl (nacido como Jacob Morris Strelitsky; Bakú, Imperio ruso, act. Azerbaiyán, 21 de enero de 1886 - Hollywood, 12 de enero de 1950) fue un director y productor de cine estadounidense que destacó como realizador de melodramas.

## Trayectoria
John Stahl dio señales vagas sobre su origen, pero hoy se sabe que —aunque dijese haber nacido en Nueva York— nació en Bakú, en el seno de una familia rusa y judía; se llamaba en realidad Jacob Morris Strelitsky, y su primer mundo de referencias era centroeuropeo, ruso, yídish y, probablemente, también azerí. 
Al parecer, cambió su apellido ruso por otro intermedio, el de Stall, al ser detenido de muy joven en Nueva York y Pennsylvania, no se sabe por qué motivo, pues lo mantuvo oculto de por vida.
Empezó a trabajar en el teatro, cuando tendría unos catorce años, en 1900, aunque algunos atrasan sus comienzos hasta 1909; al parecer empezó actuando en el teatro yiddish neoyorquino. Es seguro que hizo Sped en el Comedy Theatre de Nueva York, en 1911, y que el mundo de la escena le atrajo por su minuciosidad.
Seguramente entró en el cine como tanto actores de teatro, con contratos temporales, desde 1914. En Hollywood realizó cortometrajes mudos. En la década de los veinte fue contratado para la productora de Louis B. Mayer; de hecho, en 1924 pasó a formar parte de su equipo para los estudios de la MGM. Pero sus películas mudas han desaparecido de la circulación en su mayoría. En 1927, fue uno de los treinta y cinco fundadores de la Academia de Artes y Ciencias Cinematográficas de Hollywood.
Con la transición al sonoro, Stahl destacó ya en 1932 con una obra maestra, Back Street (mal traducida por Usurpadora), en la cual una joven extrovertida (Ray Smith está espléndida y trabajará más con Stahl), que rechaza siempre casarse con sus variados pretendientes, conoce a Walter, joven atractivo pero comprometido con otra; la trama surge del enamoramiento sin freno, hasta el final, de ambos, por toda la vida. 
Enseguida, Stahl dirigió para la Universal dos grandes películas, Sublime obsesión, de 1935, e Imitation of Life (Imitación de la vida), en 1934, que fue nominada para los premios de la Academia como mejor película. 
En 1938, hizo Carta de presentación, donde un reputado actor se prepara para estrenar a Broadway, pero se reencuentra con su hija, tras muchos años; ella desea ser actriz, y el actor se centra secretamente en ella para lograr su meta. 
Hasta los años cuarenta, llegó a ser una figura reconocida por su calidad formal y narrativa. Fue notable luego su dirección de The Keys of the Kingdom (Las llaves del reino), en 1944, que es un sombrío retrato de la China en guerra durante los años treinta, donde Gregory Peck hizo muy bien de misionero escocés, bondadoso en un medio, pobre y despótico.
También en 1944 hizo el film La víspera de san Marcos, situado en la Segunda Guerra Mundial: Quizz West (William Eythe) y Janet Feller (Anne Baxter) son novios cuyos planes se truncan al ser reclutado Quizz; tras el ataque japonés a Pearl Harbor, este se ve atrapado en una islita pelada con sus compañeros estadounidenses; enferma, y padece otras penalidades de armas; el contraste vital, externo y animoso, le llega con las cartas que Janet le escribe. 
Con Débil es la carne, de 1947, hizo una notable adaptación de una novela de Frank Yerby, con gran éxito de público y de sólida confección. La acción se desarrolla hacia 1820 en Nueva Orleans, y el protagonista es Stephen Fox (Rex Harrison), aventurero y jugador profesional expulsado de su ciudad, que luego logra ganar a las cartas una inmensa plantación. Instalado en ella, se casa con Odalie (Maureen O'Hara), bella y severa con sus costumbres. Sin embargo, ya en la noche de bodas, un antiguo compañero, el capitán Mike Farrell (Victor McLaglen), reaparece y le arrastra de juerga; la muerte del hijo de los protagonistas será el espoletazo dramático que los separe. 
Aunque no fuese en exclusiva, Stahl se especializó en el género del melodrama, y fue un verdadero maestro: buena parte de las películas que realizó fueron después refundidas por otros grandes realizadores, como Robert Stevenson o, sobre todo Douglas Sirk, que reconoció su alta calidad. La crítica ha señalado que las valiosas películas homónimas de Stahl y de Sirk (Imitación a la vida, Sublime obsesión, Interludio), son de idéntica valía, pero con puntos de vista y estéticas del todo diferentes, menos barroca la de Stahl, que le gusta la naturalidad dentro de las situaciones extremas.
De todos sus filmes ha pasado a ser un clásico Que el cielo la juzgue (1945); trabaja ahí con Gene Tierney en uno de sus escasos papeles pérfidos (como en Laura), y con un excepcional uso del color hoy restaurado. En la película se mezclan los géneros negro y melodramático: la bella Ellen se casa con el escritor Richard Harland (Cornel Wilde), pero se vuelve tan posesiva que todo se convierte en un lugar desdichado y trágico: la segunda mitad, vertiginosa, es el contrapunto delictivo del idilio inicial.
Stahl murió en Hollywood en 1950 de un ataque al corazón, con sesenta y tres años, y está sepultado en el Forest Lawn Memorial Park Cemetery en Glendale, California.
Ha sido olvidado durante décadas desde 1949, pero en varios países, al fin, ha empezado a reivindicársele, concretamente desde hace doce años, en lengua española. En 1999, se hizo un gran ciclo antológico en el Festival de San Sebastián, con películas mudas (de éstas, muchas han desaparecido ya) y sonoras, así como se publicó un gran catálogo documentado, con diversas firmas, Andrew Sarris, Miguel Marías o Yann Tobin. Tras este gran homenaje, el ciclo fue llevado de inmediato a la Filmoteca de París.
Se pasó un ciclo del cineasta en la TV2. Hoy se le conoce a través de los DVD, que siguen recuperando sus cintas año tras año.

## Filmografía
| Título en español         | Título en original        | Año  |
| ------------------------- | ------------------------- | ---- |
| Her Code of Honor         | Her Code of Honor         | 1919 |
| The Woman Under Oath      | The Woman Under Oath      | 1919 |
| Suspicious Wives          | Suspicious Wives          | 1921 |
| Sowing the Wind           | Sowing the Wind           | 1921 |
| The Child Thou Gavest Me  | The Child Thou Gavest Me  | 1921 |
| The Song of Life          | The Song of Life          | 1922 |
| Husbands and Lovers       | Husbands and Lovers       | 1924 |
| Why men leave home        | Why men leave home        | 1924 |
| Memory Lane               | Memory Lane               | 1926 |
| La canción de Kentucky    | In Old Kentucky           | 1927 |
| Strictly dishonorable     | Strictly dishonorable     | 1931 |
| Semilla                   | Seed                      | 1931 |
| La usurpadora             | Back Street               | 1932 |
| Parece que fue ayer       | Only Yesterday            | 1933 |
| Sublime obsesión          | Magnificent Obsession     | 1935 |
| Imitación de la vida      | Imitation of Life         | 1935 |
| Parnell                   | Parnell                   | 1937 |
| Carta de presentación     | Letter of Introduction    | 1938 |
| Huracán                   | When tomorrow comes       | 1939 |
| Our wife                  | Our wife                  | 1941 |
| El sargento inmortal      | Immortal Sergeant         | 1943 |
| Sagrado matrimonio        | Holy Matrimony            | 1943 |
| La víspera de San Marcos  | The Eve of St. Mark       | 1944 |
| Las llaves del Reino      | The Keys of the Kingdom   | 1944 |
| Que el cielo la juzgue    | Leave Her to Heaven       | 1945 |
| The Shocking Miss Pilgrim | The Shocking Miss Pilgrim | 1947 |
| Débil es la carne         | The Foxes of Harrow       | 1947 |
| Murallas humanas          | The Walls of Jericho      | 1948 |
| Papá fue un defensa       | Father was a Fullback     | 1949 |
| Oh, You Beautiful Doll    | Oh, You Beautiful Doll    | 1949 |